# Tanjong Pagar United FC
Maillots
Actualités
Le Tanjong Pagar United Football Club (en chinois : 丹戎巴葛联足球俱乐部, et en tamoul : டான்ஜோங் பகர் யுனைடெட் கால்பந்து கிளப்), plus couramment abrégé en Tanjong Pagar United, est un club professionnel singapourien de football fondé en 1975 et basé dans le quartier de Queenstown, à Singapour.
Il a pris part à la S-League entre 1996 et 2004. Il a déclaré forfait après la saison 2004 pour raisons financières mais revient au plus haut niveau lors de la saison 2011.
Auparavant, l'équipe est connue sous le nom de Tiong Bahru Constituency Sports Club et remporte le championnat national en 1983 et 1987. Le club change de nom en 1996 et devient Tiong Bahru United Football Club puis Tanjong Pagar United en 1998.
La mascotte de l'équipe est un jaguar. Durant sa première période en S-League, le club a joué au Queenstown Stadium mais depuis que le stade est occupé par le club d'Etoile FC, Tanjong a déménagé et dispute ses matchs à domicile au Clementi Stadium à partir de la saison 2011.

## Histoire
Le club est créé sous le nom de Tiong Bahru Constituency Sports Club en 1975 et débute en troisième division singapourienne. La promotion à l'étage supérieur a lieu en 1978, suivi la saison suivante d'une accession en National Football League, le championnat de première division. En 1982, Tiong Bahru remporte son premier trophée, la Coupe de Singapour puis en 1983 le championnat. En 1987, c'est l'apogée du club avec un doublé Coupe-championnat. Une cinquième coupe vient s'ajouter à la vitrine du club en 1994. Grâce à ses bons résultats, le club est sélectionné en 1996 pour intégrer la nouvelle S-League, le championnat national sous forme d'une franchise. En 1995, le club est renommé Tiong Bahru Football Club et obtient le droit de disputer ses matchs à domicile au Queenstown Stadium. Il termine deux années consécutives à la deuxième place, en 1997 et 1998, année où il change une dernière fois d'appellation pour prendre son nom actuel. En 2000, une nouvelle place de dauphin vient achever la saison.
La mascotte de l'équipe était une Jaguar. Lors de sa première course dans la Ligue S., le terrain du club était le stade de Queenstown. Cependant, comme le Queenstown Stadium était occupé depuis 2010 par le club français Etoile FC, Tanjong Pagar United était basé au Clementi Stadium pour la durée de la saison 2011. Cependant, en raison du retrait de l'Etoile FC de la S-League à la fin de la saison 2011, Tanjong Pagar est retourné au Queenstown Stadium pour la saison 2012.
Le club a été formé en tant que Tiong Bahru Constituency Sports Club en 1975 et a fait ses débuts dans la division III de la Ligue nationale de football, à partir de laquelle ils ont été promus champions en 1978. Cela a été suivi par une deuxième promotion successive en 1979, amenant les Jaguars à la division I En 1982, ils ont remporté la Coupe du Président et l'année suivante, ils ont été champions de la ligue nationale. Ils ont représenté Singapour aux Jeux des clubs de l'ASEAN en 1984, terminant troisième, puis ont capturé The Double en 1987. Le début des années 1990 a vu d'autres succès, comme ils ont été vainqueurs de la Coupe des Piscines en 1991 et 1993, ont terminé deuxième de la FAS Premier League de 1991 à 1993 et a remporté la FA Cup en 1994. Leurs solides performances ont conduit à leur sélection comme l'un des huit clubs à concourir dans la S.League nouvellement formée, donc en 1995, ils ont été rebaptisés Tiong Bahru Football Club et ont obtenu une maison permanente à la Stade de Queenstown.
En 2017, les propriétaires de Tanjong Pagar United ont déclaré leur intention de revenir en Premier League de Singapour pour la saison 2019 et, en novembre 2017, ont demandé à FAS de rejoindre la ligue. Le même mois, l'équipe appelle également à poursuivre ses opérations de jackpot, qui est la source de revenus du club, après que de nouvelles réglementations du ministère de l'Intérieur ont obligé le club à mettre fin à ses activités. Mais après que leurs appels ont été rejetés par le ministère de l'Intérieur et ont reçu l'ordre de mettre fin à leurs opérations de jackpot en avril 2018, à compter de septembre 2019, il n'y a eu aucune autre mise à jour du club concernant cette intention.
Le 16 janvier 2020, la Football Association of Singapore confirme la participation de Tanjong Pagar United à la saison 2020 de Singapore Premier League.

## Palmarès
| Compétitions nationales |
| --- |
| - Championnat de Singapour (2) : - Vainqueur : 1983 et 1987. - Vice-champion : 1997, 1998 et 2000. - Coupe de Singapour (5) : - Vainqueur : 1982, 1985, 1987, 1988 et 1994. |

## Personnalités du club

### Présidents du club
- Edward Liu

### Entraîneurs du club
| - PN Sivaji - Robert Alberts (1er janvier 1996 - 31 décembre 1998) - Tohari Paijan (1998 - 2002) - Moey Yok Ham (2003 - 2004) - Karim Bencherifa (1er juillet 2004 - 30 juin 2005) | - Terry Pathmanathan (1er janvier 2011 - 31 décembre 2012) - Patrick Vallée (14 novembre 2012 - 31 décembre 2014) - Hairi Su'ap (25 janvier 2020 - 2020) - Hasrin Jailani (2020 - ) |